# Bulbophyllum obscuriflorum
Bulbophyllum obscuriflorum là một loài phong lan thuộc chi Bulbophyllum.